# Jerry Van Dyke

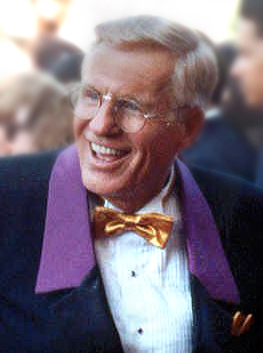
Jerry Van Dyke (1990)

Jerry Van Dyke (* 27. Juli 1931 in Danville, Illinois; † 5. Januar 2018 in Malvern, Arkansas) war ein US-amerikanischer Komiker und Filmschauspieler.

## Leben
Jerry Van Dyke war der jüngere Bruder des Komikers und Schauspielers Dick Van Dyke (* 1925); die Mutter war eine Stenografistin, der Vater ein Handelsvertreter. In den 1950er-Jahren begann er seine Karriere als Stand-up-Komiker, dann arbeitete er an mehreren Radio- und Fernsehshows mit. Seine erste nennenswerte Fernsehrolle hatte er ab 1962 an der Seite seines Bruders in dessen Sitcom The Dick Van Dyke Show. Dabei verkörperte er in mehreren Gastauftritten die Figur Stacey, den Bruder der von Dick Van Dyke dargestellten Hauptfigur Rob Petries. Eine seiner ersten Filmrollen hatte Jerry Van Dyke 1963 als spießiger Verehrer von Stefanie Powers’ Figur in der Westernkomödie MacLintock.
Im Gegensatz zu seinem Bruder wurde Jerry Van Dyke nie zu einem Hollywood-Star, aber zu einem häufig eingesetzten Neben- und Charakterdarsteller. Über die Jahre wirkte er als Gaststar an vielen bekannten Serien mit. Seine langlebigste Rolle hatte er in der Serie Mit Herz und Scherz (Originaltitel: Coach), in der er zwischen 1989 und 1997 in 199 Folgen die Rolle des Football-Co-Trainers Luther Horatio Van Dam spielte. Für diese Rolle wurde er viermal für den Emmy in der Kategorie Outstanding Supporting Actor in a Comedy Series nominiert. Andere längere Engagements hatte er bei den Serien Yes, Dear, Teen Angel, Accidental Family und My Mother the Car. Zuletzt hatte er von 2010 bis 2015 eine wiederkehrende Nebenrolle als Großvater Tag in der Serie The Middle.
Jerry Van Dyke war zweimal verheiratet, zuletzt von 1977 bis zu seinem Tod mit Shirley Ann Jones, und war Vater von drei Kindern. Seine Tochter Kelly Jean war mit dem Schauspieler Jack Nance verheiratet und starb 1991 nach Suchtproblemen durch Suizid. Van Dyke starb im Januar 2018 im Alter von 86 Jahren auf seiner Ranch im Bundesstaat Arkansas, nachdem sich sein gesundheitlicher Zustand in Folge eines schweren Autounfalls zweieinhalb Jahre zuvor stetig verschlechtert hatte.

## Filmografie (Auswahl)
- 1962: The Ed Sullivan Show (Fernsehserie, 2 Folgen)
- 1962–1965: The Dick Van Dyke Show (Fernsehserie, 4 Folgen)
- 1963: Vater ist nicht verheiratet (The Courtship of Eddie’s Father)
- 1963: Im Paradies ist der Teufel los (Palm Springs Weekend)
- 1963: MacLintock (McLintock!)
- 1964: Perry Mason (Fernsehserie, Folge 7x23)
- 1965: Andy Griffith Show (The Andy Griffith Show, Fernsehserie, Folge 5x32)
- 1965: Love and Kisses
- 1965–1966: My Mother the Car (Fernsehserie, 30 Folgen)
- 1967–1968: Sandys Abenteuer (Accidental Family, Fernsehserie, 16 Folgen)
- 1969: Angel in My Pocket
- 1970: Headmaster (Fernsehserie, 14 Folgen)
- 1972–1973: Mary Tyler Moore (The Mary Tyler Moore Show, Fernsehserie, 2 Folgen)
- 1973: The New Dick van Dyke Show (Fernsehserie, Folge 2x23)
- 1976: Junge Schicksale (ABC Afterschool Specials, Fernsehserie, Folge 4x04)
- 1978, 1981: Fantasy Island (Fernsehserie, 2 Folgen)
- 1979: 13 Queens Boulevard (Fernsehserie, 9 Folgen)
- 1982: Love Boat (The Love Boat, Fernsehserie, Folge 6x06)
- 1986: Fresno (Miniserie, 5 Folgen)
- 1987: W.A.R.: Women Against Rape
- 1988: Run If You Can! …oder Du bist das nächste Opfer (Run If You Can)
- 1989–1997: Mit Herz und Scherz (Coach, Fernsehserie, 199 Folgen)
- 1992: Kidnapping der Nervensägen (To Grandmother’s House We Go, Fernsehfilm)
- 1997: Grace (Grace Under Fire, Fernsehserie, Folge 4x19 Tod in Vegas)
- 1997: Drew Carey Show (The Drew Carey Show, Fernsehserie, Folge 2x18)
- 1997: Annabelle und die fliegenden Rentiere (Annabelle’s Wish, Sprechrolle)
- 1997–1998: Bezaubernder Dschinni (You Wish, Fernsehserie, 10 Folgen)
- 1998: Teen Angel (Fernsehserie, 6 Folgen)
- 1998: Die neue Addams Familie (The New Addams Family, Fernsehserie, Folge 1x01)
- 1999: Diagnose: Mord (Diagnosis: Murder, Fernsehserie, Folge 7x02)
- 2001–2005: Yes, Dear (Fernsehserie, 7 Folgen)
- 2004: The District – Einsatz in Washington (The District, Fernsehserie, Folge 4x18)
- 2004: The Dick Van Dyke Show Revisited (Fernsehfilm)
- 2008: My Name Is Earl (Fernsehserie, Folge 4x04 Im Geiste von Van Gogh)
- 2010–2015: The Middle (Fernsehserie, 8 Folgen)
- 2011: Raising Hope (Fernsehserie, Folge 1x18 Don Juan für Jung und Alt)
- 2011: Moon Ring
- 2013: The Millers (Fernsehserie, Folge 1x10)